# Museu Etnográfico Casa dos Açores
O Museu Etnográfico Casa dos Açores ou Museu de São Miguel é um museu brasileiro dedicado principalmente à preservação da memória luso-brasileira na região da grande Florianópolis. O museu está localizado em São Miguel da Terra Firme, Biguaçu (SC).

## O Museu
A construção que abriga o museu data da primeira metade do século XIX. Sendo um exemplar do apogeu da cultura açoriano-madeirense em São Miguel da Terra Firme.
Em 1978, a residência foi adquirida pelo Governo de Santa Catarina, e após restauração com o auxílio do IPHAN, o Museu foi inaugurado em 04 de março de 1979.
O Museu Etnográfico integra o conjunto arquitetônico (Casa dos Açores, Igreja de São Miguel Arcanjo, a chácara e os arcos do antigo aqueduto) e fica localizado no lado esquerdo da BR-101 no sentido Sul-Norte.

## História
Em 1748, tem início o fluxo migratório de Açores e Madeira, resultado na fundação de vários povoados no litoral catarinense; dentre as povoações fundadas à época, estava a de São Miguel da Terra Firme, às margens da Baía Norte, fronteira com a Ilha de Santa Catarina, que em 1750 recebeu o primeiro grupo de 140 famílias de imigrantes.
O sobrado foi construído na primeira metade do século XIX pelo fazendeiro, senhor de escravos, cavaleiro da Imperial Ordem da Rosa e primeiro vice-presidente da província de Santa Catarina, João Ramalho da Silva Pereira.
Entre 1750 e 1756, os governadores da Província Manuel Escudeiro Ferreira de Sousa e seu sucessor José de Melo Manuel, tentaram em diversas ocasiões, sem sucesso, transferir a capital da província do Desterro para São Miguel.
Em 1777, a Ilha de Santa Catarina foi invadida por espanhóis. Na ocasião, São Miguel se tornou capital provisória da Capitania de Santa Catarina, sendo refúgio de parte da população ilhôa, autoridades e militares. O Tratado de Santo Ildefonso, em 1778, restaurou a normalidade na região.
Em 1845, durante a visita do D. Pedro II à Província, o Imperador doou os sinos para Igreja local.
Em 1865, o imóvel foi adquirido e reformado por Manoel Joaquim Madeira.

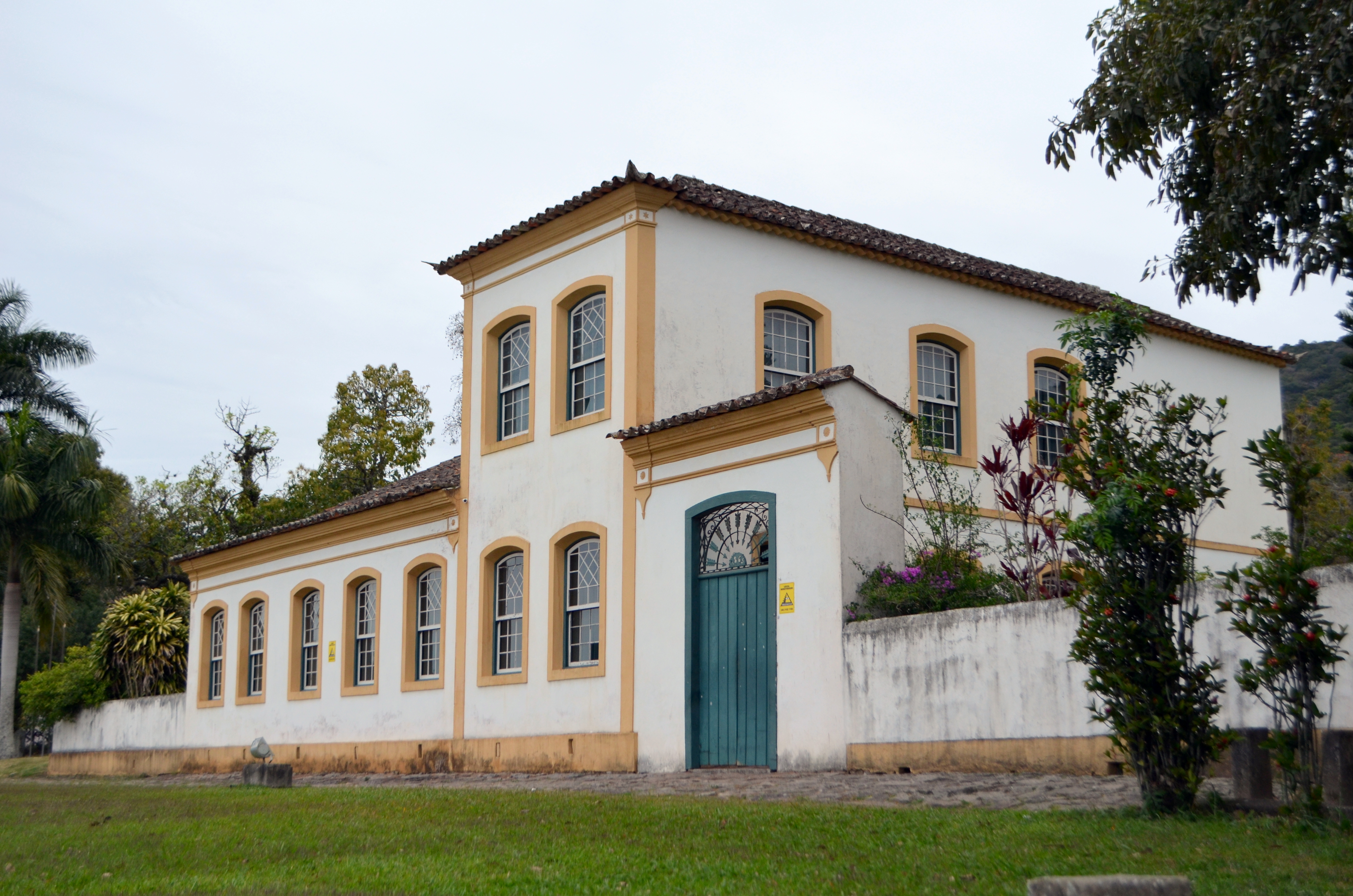
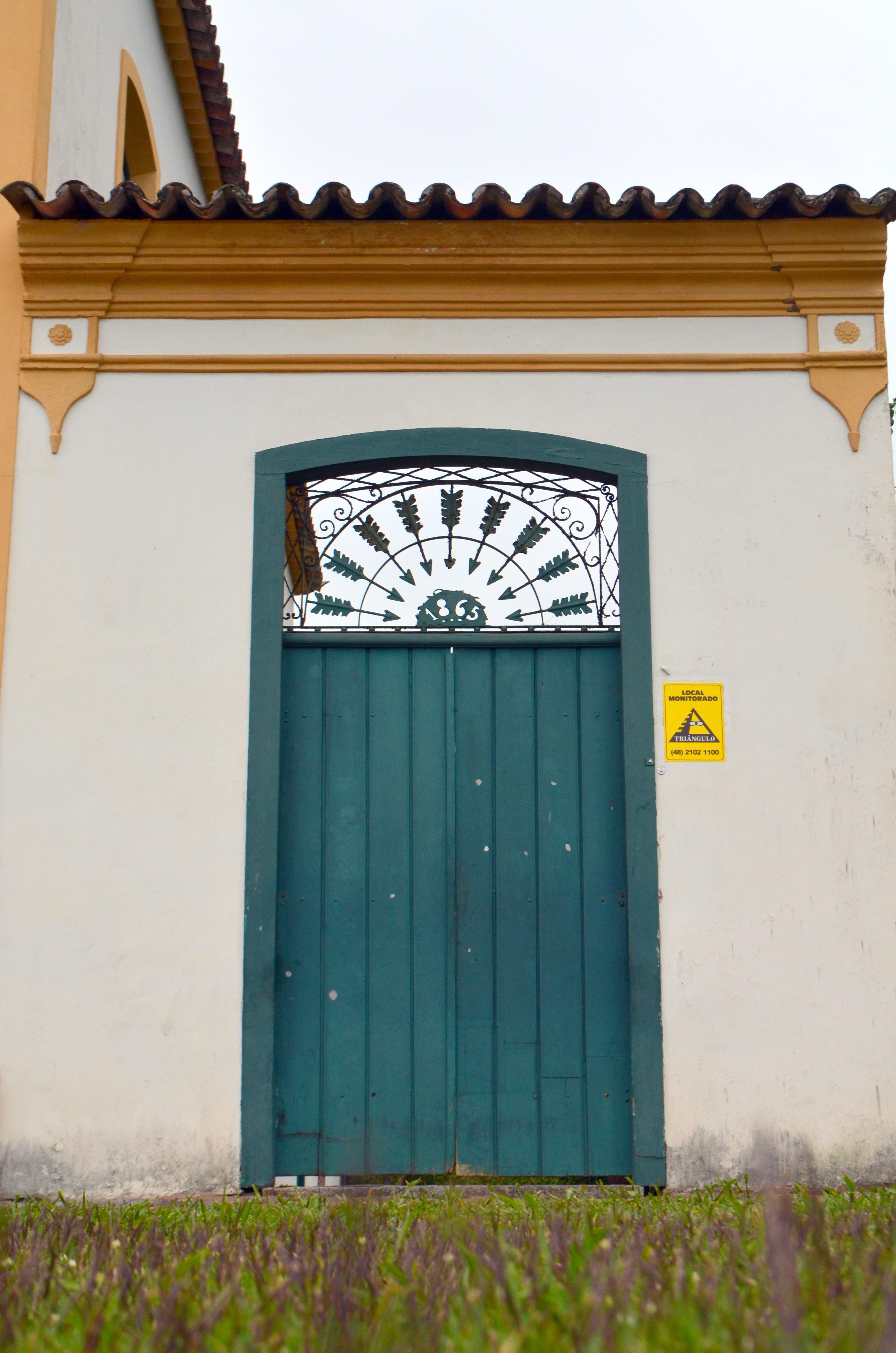
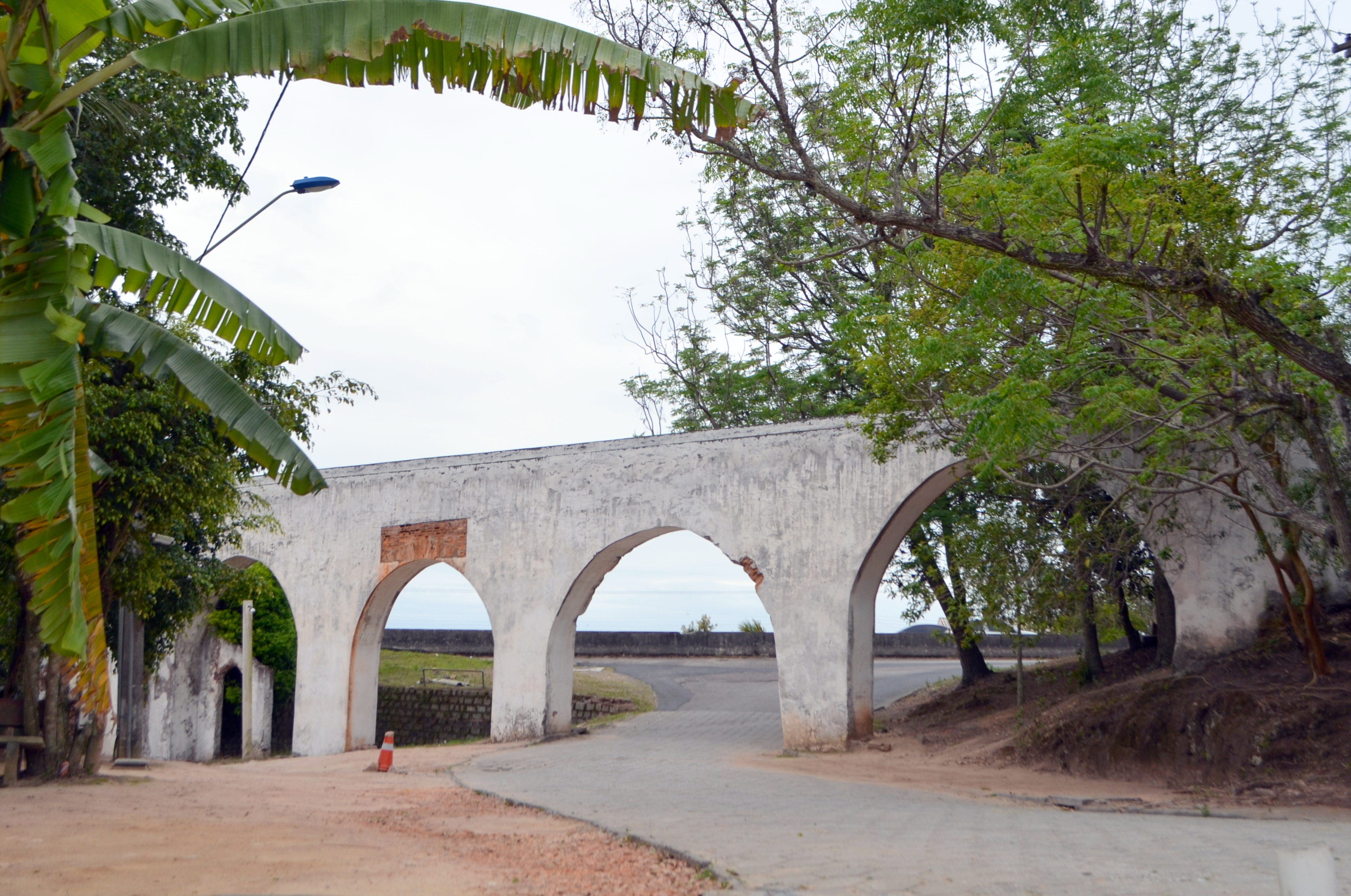
Aqueduto São Miguel
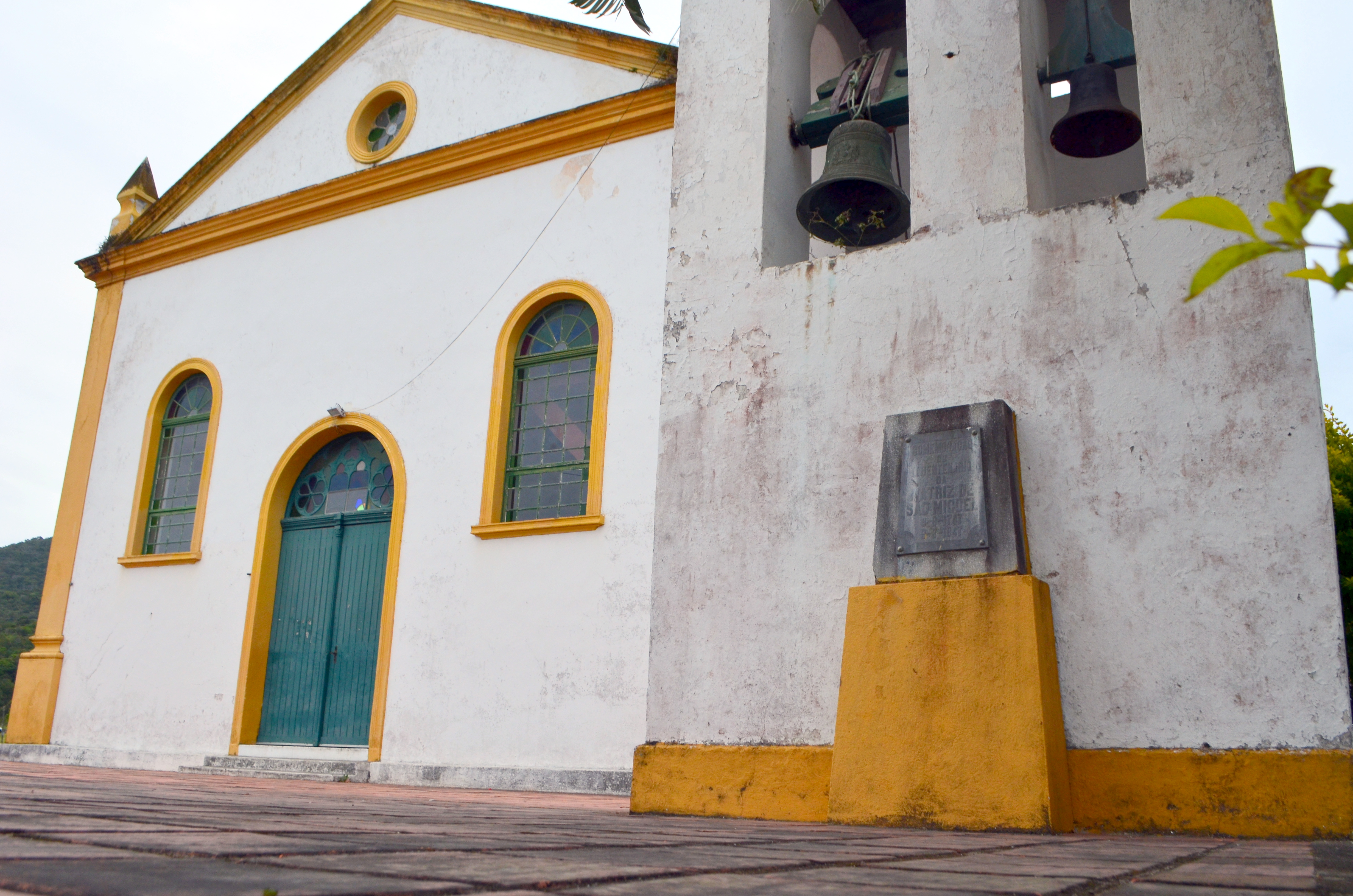
Igreja de São Miguel Arcanjo
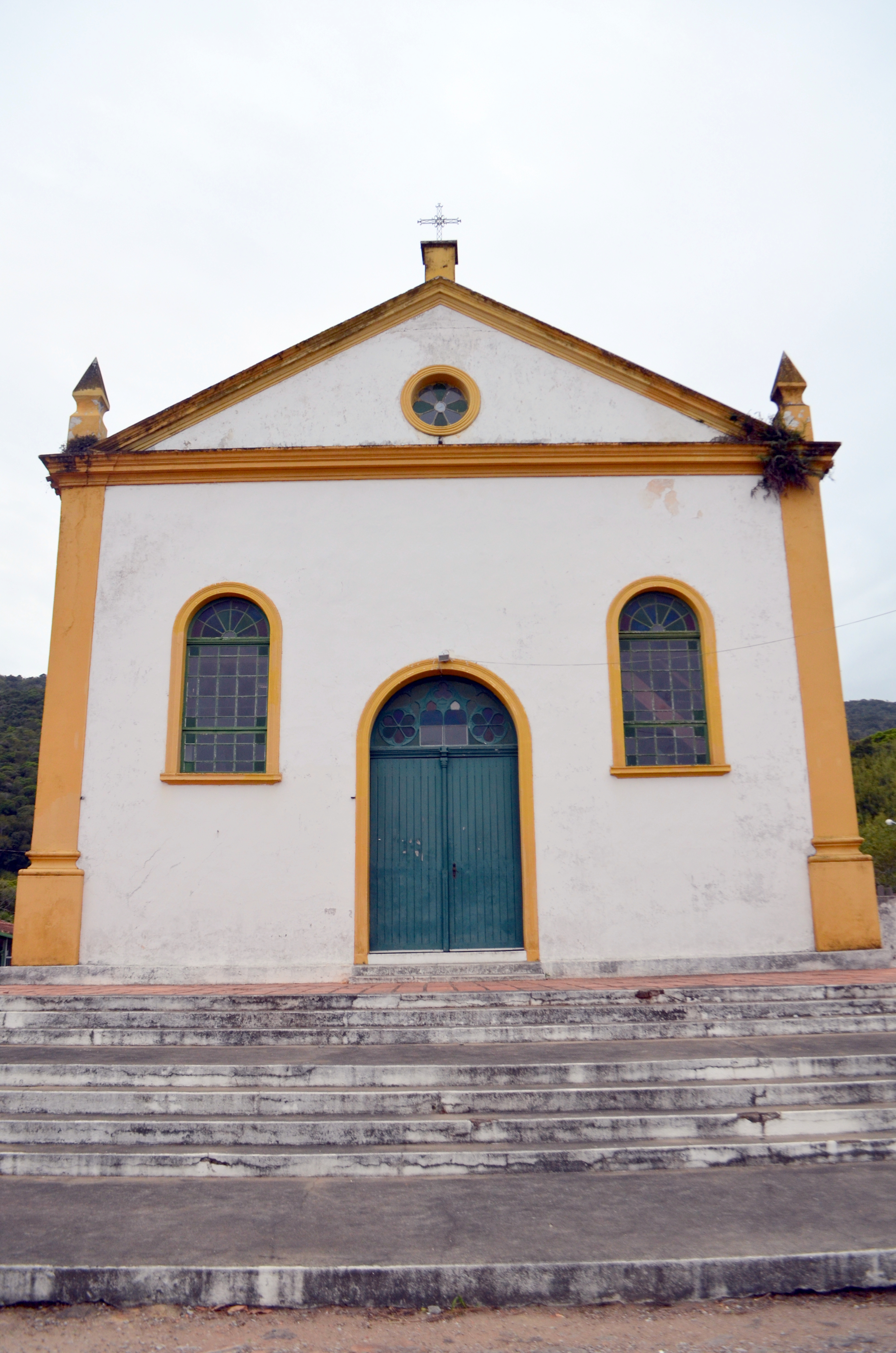
Igreja de São Miguel Arcanjo

## Acervo
O acervo do museu conta com obras de arte sacra, com peças que utilizadas para caça de baleia, réplicas de engenhos de farinha e cana-de-açúcar (produzida pelo artesão Bruno Manoel Lopes na década de 1980), peças de crivo e renda de bilros, peças de artesanato e trajes folclóricos açorianos.
A biblioteca do Museu conta com 400 livros doados pelo Governo dos Açores, além de diversos documentos históricos.